# Kapitän Fracasse
Kapitän Fracasse ist ein Mantel-und-Degen-Roman von Théophile Gautier, der 1861–63 in der Zeitschrift Revue nationale unter dem französischen Originaltitel Le Capitaine Fracasse erschien.
Er wurde von Curt Noch ins Deutsche übertragen.

## Inhalt
Die Handlung spielt zur Regierungszeit von Ludwig XIII. in Frankreich.
Als letzter Spross einer alten, aber verarmten Familie aus der Gascogne führt der Baron von Sigognac mit seinem Diener Pierre und seinen Haustieren auf seinem Schloss ein tristes Leben. Dieses wird durch die Ankunft einer Schauspieltruppe auf den Kopf gestellt, die sich der Baron nach Paris zu begleiten entschließt, weil er Sympathien für die schöne Isabella entwickelt hat. In einer Herberge macht die Truppe die Bekanntschaft des Marquis von Bruyères, der eine Vorstellung auf seinem Schloss ordert. Auf dem Weg dorthin wird die Truppe von dem Verbrecher Agostin und seiner jungen Gehilfin Chiquita angegriffen, die jedoch überwältigt werden können. Nach dem erfolgreichen Auftritt beim Marquis wird die Truppe von einem Unwetter überrascht, während dessen der Darsteller der Figur des Matamore im Schnee erfriert. Damit das Stück Die Prahlereien des Kapitän Matamore weiterhin aufgeführt werden kann, übernimmt Sigognac die frei gewordene Rolle und gibt sich den Namen Kapitän Fracasse.
In Poitiers trifft die Truppe auf den Herzog von Vallombreuse, der sich umgehend in Isabella verliebt und ihr den Hof macht. Isabella aber weist ihn zurück, weil sie mittlerweile Gefühle für Sigognac entwickelt hat. Um diesen als Rivalen zu beseitigen, versucht der Herzog in der Folge immer wieder, ihn zu töten bzw. töten zu lassen. Daraufhin fordert Sigognac ihn zum Duell und besiegt ihn.
In Paris angekommen, heuert Vallombreuse den Auftragsmörder Malartic an, der Isabella entführen soll, nachdem ihm selber dies misslungen ist. Malartic schafft es mit einer List, Isabella auf das Schloss Vallombreuses zu verschleppen. Sigognac allerdings kann sie dort mit der Hilfe Chiquitas befreien, die inzwischen ihre Freundin ist.
Nach der Ankunft des Vaters von Vallombreuse stellt sich heraus, dass Isabella dessen Halbschwester ist, was eine Bindung zwischen beiden ausschließt. Vallombreuse versöhnt sich also mit Sigognac, und dieser und Isabella heiraten.
Als Sigognac im Garten seines Anwesens ein Grab für seine verstorbene Katze aushebt, findet er den Familienschatz.

## Publikation
Gautier beschäftigte sich schon früh mit einem Projekt Le Capitaine Fracasse, das erstmals 1836 in einem Buch Eugène Renduels erwähnt und angekündigt wurde. Der fertige Roman kam allerdings erst 27 Jahre später heraus.
1845 hatte Gautier einen Vertrag mit der Revue des Deux Mondes geschlossenen, aber später aufgekündigt, woraufhin er vom Verleger der Zeitung verklagt worden war. Als Mitherausgeber der Revue de Paris reichte er 1853 zwei Kapitel des Romans ein, führte ihn aber danach nicht mehr fort. 1858 ging die Revue de Paris ein, ohne dass Le Capitaine Fracasse darin erschienen war. 1861 schloss der Verleger Charpentier einen Vertrag mit Gautier, der nun gezwungen war, das Ganze zum vereinbarten Termin fertigzustellen, weil er sonst Bußgeld hätte bezahlen müssen. Tatsächlich erschien Le Capitaine Fracasse von 25. Dezember 1861 bis zum 10. Juni 1863 als Fortsetzungsroman in der Revue nationale.
1866 wurde eine Liebhaber-Ausgabe mit 60 Kupferstichen von Gustave Doré gedruckt.

## Verfilmungen
- 1909: Capitaine Fracasse – Regie Victorin Jasset
- 1909: Capitan Fracassa – Regie Ernesto Maria Pasquali
- 1918: Capitan Fracassa – Regie Mario Caserini
- 1929: Le capitaine Fracasse – Regie Alberto Cavalcanti
- 1943: Fracasse, der freche Kavalier (Le capitaine Fracasse) – Regie Abel Gance[3]
- 1961: Fracass, der freche Kavalier (Le capitaine Fracasse) – Regie Pierre Gaspard-Huit[4]
- 1990: Die Reise des Capitan Fracassa (Il viaggio di Capitan Fracassa) – Regie Ettore Scola